# Iepure zbârlit
Iepurele zbârlit (Caprolagus hispidus) sau iepurele cu păr aspru, iepurele de Assam este un mamifer din familia leporidelor din Asia de Sud.

## Distribuția geografică și habitatul
Sunt răspândiți în India, Nepal și Bangladesh, la poalele sudice ale Munților Himalaya, de la Gorakhpur pînă la Assam. Nu urcă la altitudine și preferă pădurile, locurile înierbate și cu bambus. În arealul lor sînt o specie comună.

## Descrierea
Lungimea capului plus trunchiului = 38–50 cm; lungimea cozii = 2,5–3,8 cm; greutatea = 2,5 kg. Trăiesc până la 7 ani.
Are urechi foarte scurte și late; ochii sunt mici. Membrele posterioare sunt robuste și scurte și depășesc numai cu puțin lungimea celor anterioare. Ghearele sunt scurte, boante, și groase. Dinții sunt mari.
Blana este aspră și zbârlită la suprafață. Sub perii rigizi, de contur, se află părul de acoperire, cu un fir scurt și fin.

## Colorația
Spatele este de culoare cafenie închis, datorită amestecului de peri negri cu peri cafenii-albicioși. Partea ventrală are nuanțe cafenii deschise, iar coada este cafenie pe ambele părți.

## Comportamentul
Trăiesc în perechi, însă nu formează grupuri de mai mulți indivizi. Iepurii zbârliți își sapă galerii.

## Hrana
Hrana constă din scoarță de arbori, rădăcini de plante și mlădițe.

## Reproducerea
Sezonul de reproducere este din ianuarie până în martie, femelele născând câte 3-6 pui, după o gestație de circa 36 de zile. Reproducerea poate avea loc de mai multe ori pe an, femelele născând de 2-3 ori.